# Wag (Archäologie)
Ein Wag ist ein rechteckiger oder trapezoider Hügel mit einem geraden und einem gerundeten Ende, der in Caithness und in weit weniger Exemplaren in Sutherland in den schottischen Highlands vorkommt. Wags sind nicht sonderlich hoch, aber vier bis fünf Meter breit und etwa 14–20 m lang. Sie sollen in den ersten Jahrhunderten nach der Zeitenwende, eventuell als Nachfolger der Brochs, entstanden sein.
Der Name stammt aus dem Gälischen und bedeutet seltsamerweise kleine Höhle. Er bedeutet allerdings auch Steingrab und beschreibt ebenfalls, was diese Bauten gewesen sein könnten. Auf den Wags stehen oft mehrere Menhire. Mitunter bilden sie eindeutige Steinreihen, bisweilen stehen sie ungeordnet da. Die Wags ohne Menhire werden für Wohnplätze (galleried Dwellings) gehalten. Ihre wahre Natur können nur Ausgrabungen klären. Der Wag etwa 0,9 km südöstlich von Achnaclyth ist ein Vertreter dieser Gattung.